# Guldbaggegalan 1995
Den 30:e Guldbaggegalan, som belönade svenska filmer från 1994, sändes från Cirkus, Stockholm den 30 januari 1995.

## Vinnare och nominerade
Vinnarna listas i fetstil.
| Bästa film | Bästa regi |
| --- | --- |
| - En pizza i Jordbro – Rainer Hartleb - Kalle och änglarna – Anders Birkeland - Pumans dotter – Peter Ringgaard | - Ulf Hultberg och Åsa Faringer – Pumans dotter - Rainer Hartleb – En pizza i Jordbro - Catti Edfeldt – Sixten |
| Bästa manliga skådespelare                                                                                      | Bästa kvinnliga skådespelare                                                                                   |
| - Sven-Bertil Taube – Händerna - Tord Peterson – Änglagård – andra sommaren - Peter Haber – Sommarmord          | - Suzanne Reuter – Yrrol - Viveka Seldahl – Änglagård – andra sommaren - Ángeles Cruz – Pumans dotter          |
| Bästa manuskript                                                                                                | Bästa foto |
| - Peter Dalle och Rolf Börjlind – Yrrol - Richard Hobert – Händerna - Ulf Stark – Sixten                        | - Harald Paalgard – Drömspel - Lars Crépin – Händerna - Jörgen Persson – Zorn                                  |
| Bästa utländska film                                                                                            | |
| - Short Cuts – Robert Altman - Forrest Gump – Robert Zemeckis - Schindler's List – Steven Spielberg             | |
| Kreativa insatser                                                                                               | Ingmar Bergman-priset                                                                                          |
| - Lars Svanberg - Film i Väst - Säters Film & Biografmuseum                                                     | - Richard Hobert                                                                                               |